# Гарміш-Партенкірхен (район)
47°34′ пн. ш. 11°08′ сх. д. / 47.56° пн. ш. 11.13° сх. д.
Гарміш-Партенкірхен (нім. Garmisch-Partenkirchen) — район в Німеччині, у складі округу Верхня Баварія федеральної землі Баварія. Адміністративний центр — місто Гарміш-Партенкірхен.
Площа району становить 1012,28 км². У районі знаходиться 16 заповідників та вісім ландшафтних районів.

## Клімат
Клімат у Гарміш-Партенкірхені морський. Протягом року випадає значна кількість опадів, середньорічна норма опадів — 964 мм. Більша частина опадів випадає у липні, в середньому 129 мм.
Середньорічна температура в Гарміш-Партенкірхені становить — 8,0 °C.

## Адміністративний поділ
Район складається з 3 торговельних громад (нім. Märkte), 3 об'єднань громад, 1 невключеної території та 19 громад (нім. Gemeinden):

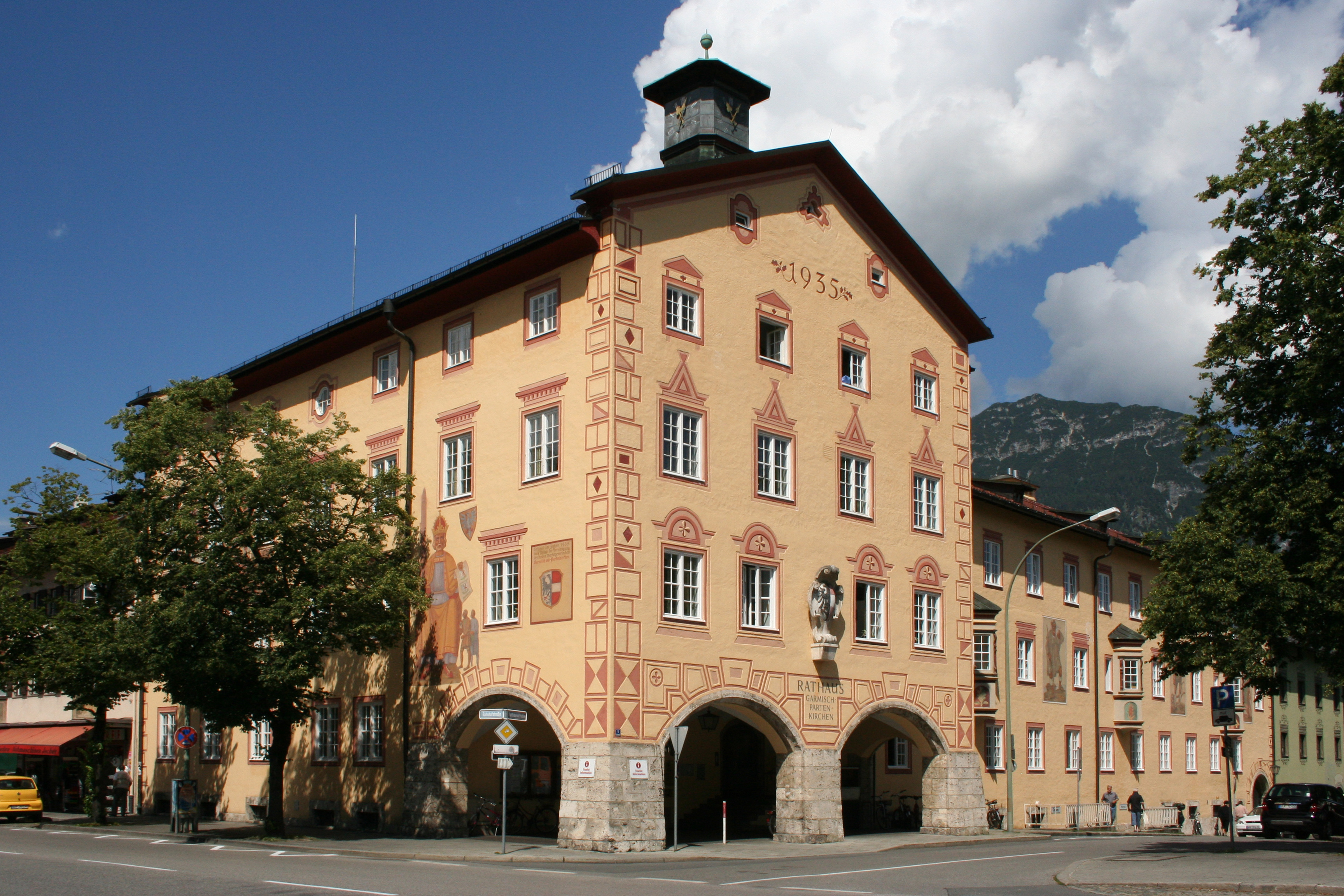

| Громади 1. Бад-Байєрзойєн (1236) 2. Бад-Кольґруб (2878) 3. Вальґау (1531) 4. Ґрайнау (3443) 5. Ґросвайль (1543) 6. Ешенлоє (1570) 7. Етталь (734) 8. Заульґруб (1673) 9. Зеєгаузен-ам-Штаффельзеє (2461) 10. Крюн (1922) 11. Обераммерґау (5422) 12. Оберау (3173) 13. Ольштадт (3298) 14. Ріґзеє (1205) 15. Швайґен (605) 16. Шпатценгаузен (743) 17. Уффінґ-ам-Штаффельзеє (3028) 18. Фархант (3641) | Торговельні громади 1. Гарміш-Партенкірхен (27253) 2. Міттенвальд (7264) 3. Мурнау-ам-Штаффельзее (12110) Невключена територія 1. Ettaler Forst (83,46 км²) Об'єднання громад 1. Управління Зеєгаузен-ам-Штаффельзеє 2. Управління Заульґруб 3. Управління Унтераммерґау 4. Управління Ольштадт |

## Населення
| Рік       | 1840   | 1871   | 1900   | 1925   | 1939   | 1950   | 1961   | 1970   | 1987   | 2000   | 2005   | 2008   | 2012   |
| --------- | ------ | ------ | ------ | ------ | ------ | ------ | ------ | ------ | ------ | ------ | ------ | ------ | ------ |
| Населення | 14.994 | 15.989 | 20.518 | 31.953 | 50.689 | 71.503 | 70.522 | 75.424 | 78.782 | 86.577 | 87.351 | 86.478 | 84.710 |